# Xapo Ortega
Xapo Ortega (Barcelona, 1972). Soci de la cooperativa i productora audiovisual Metromuster. El 2013 va presentar, amb Xavier Artigas, Ciutat morta, un dels documentals més influents dels últims temps a Catalunya. Ha dirigit també "Tarajal" (2016) i "Idrissa, crònica d'una mort qualsevol" (2018) on recuperen la història d'Idrissa Diallo, un jove guineà que va morir el 2012 al CIE de la Zona Franca.